# Launched
Launched è il secondo album dei Beatsteaks, pubblicato nel 2000 dalla Epitaph Records. Nell'album è presente una cover di una canzone dei Manowar, Kings of Metal.

## Tracce
Tutte le canzoni sono scritte dai Beatsteaks eccetto dove indicato
1. Panic – 2:38
2. We Have to Figure It Out Tonight – 1:36
3. Shut Up Stand Up – 2:44
4. Shiny Shoes – 2:59
5. 2 O'Clock – 2:58
6. Happy Now? – 3:51
7. Mietzi's Song – 2:44
8. Excited – 1:24
9. ...And Wait – 3:45
10. Filter – 2:20
11. Fake – 3:14
12. Go – 2:09
13. Kings of Metal (Joey DeMaio) – 4:35
14. Schluß mit Rock 'n' Roll – 12:54

- Il brano "Schluß mit Rock 'n ' Roll" dura 3:15. Al minuto 4:15, dopo un minuto di silenzio, inizia una traccia fantasma: si possono ascoltare degli out-takes della band nel loro studio di registrazione.

## Formazione
- Arnim Teutoburg-Weiß - voce, chitarra
- Bernd Kurtzke - chitarra
- Peter Baumann - chitarra
- Alexander Rosswaag - bassista
- Thomas Götz - batterista